# (455) Брухзалия
(455) Брухзалия  (455 Bruchsalia по каталогу ЦМП) — небольшой астероид главного пояса.

## Открытие и название
Брухзалия была открыта 22 мая 1900 года немецкими астрономами Максом Вольфом и Фридрихом Швассманом в обсерватории Хайдельберга. При регистрации открытия объекту было присвоено обозначение 1900 FG. Позже были обнаружены объекты 1937 AA1, 1959 ED1, A901 VD, которые впоследствии были идентифицированы как Брухзалия.
Астероид был назван в честь немецкого города Брухзаля (нем. Bruchsal) — родины министра Вильгельма Нокка, способствовавшего созданию Хайдельбергской обсерватории. Название утверждено в 1901 году.

## Орбитальные характеристики
Брухзалия обращается во центральной части Главного пояса астероидов на среднем расстоянии в 2,657 а. е. (397,5 млн км) от Солнца. Её орбита обладает значительным эксцентриситетом, равным 0,2935 и наклонением в 12,02°. Таким образом, максимальное расстояние от Брухзалии до Солнца составляет 3,437 а. е. (514,2 млн км), минимальное — 1,877 а. е. (280,8 млн км).
Период обращения Брухзалии вокруг Солнца составляет 4,33 года (1582 суток). Её ближайшее прохождение перигелия состоится 2 декабря 2013 года.
Абсолютная звёздная величина Брухзалии составляет 8,86m. Её видимый блеск в течение синодического периода меняется в пределах 10,9-15,3m.

## Физические характеристики
Согласно данным, полученным в 1983 году с помощью космической обсерватории IRAS средний диаметр Брухзалии равен 84,41±5,0 км, а альбедо — 0,0709±0,009. Исследование астероида в 2010 году посредством космического телескопа WISE, дало значение для её диаметра 112,384±4,361 км, а для альбедо — 0,0333±0,0073.
По классификациям Толена Брухзалия сочетает в своём спектре черты спектральных классов C и P.
Период вращения Брухзалии вокруг собственной оси был измерен в 2004 году в обсерватории Антелоуп-Хиллс (713) и составляет 11,838±0,001 ч (11 ч 50 мин). Практически идентичные значения были получены в ещё нескольких исследованиях.